# Pelecyora katiawarensis
Pelecyora katiawarensis is een tweekleppigensoort uit de familie van de Veneridae. De wetenschappelijke naam van de soort is voor het eerst geldig gepubliceerd in 1971 door Fischer-Piette & Métivier.